# Населення Гаяни
Населення Гаяни. Чисельність населення країни 2015 року становила 735,2 тис. осіб (167-ме місце у світі). Оцінка кількості населення цієї держави враховує ефекти зайвої смертності через захворювання на СНІД. Чисельність гаянців стабільно збільшується, народжуваність 2015 року становила 15,59 ‰ (126-те місце у світі), смертність — 7,32 ‰ (119-те місце у світі), природний приріст — 0,02 % (192-ге місце у світі) . 

## Природний рух

### Відтворення
Народжуваність у Гаяні, станом на 2015 рік, дорівнює 15,59 ‰ (126-те місце у світі). Коефіцієнт потенційної народжуваності 2015 року становив 2,08 дитини на одну жінку (111-те місце у світі). Рівень застосування контрацепції 42,5 % (станом на 2009 рік). Середній вік матері при народженні першої дитини становив 20,8 року, медіанний вік для жінок — 25—29 років (оцінка на 2009 рік).
Смертність в Гаяні 2015 року становила 7,32 ‰ (119-те місце у світі).
Природний приріст населення в країні 2015 року становив 0,02 % (192-ге місце у світі).

### Вікова структура

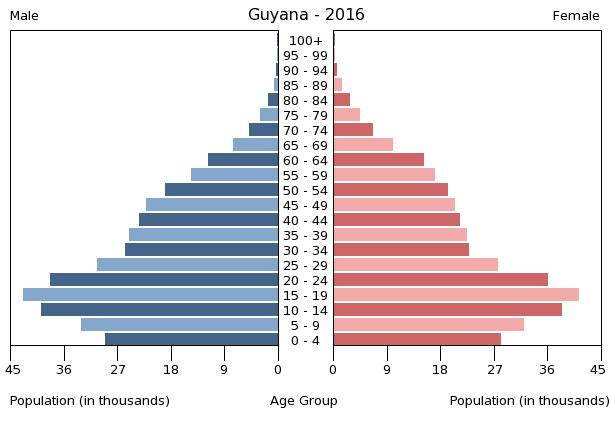
Віково-статева піраміда населення Гаяни, 2016 рік

Середній вік населення Гаяни становить 25,8 року (149-те місце у світі): для чоловіків — 25,5, для жінок — 26,2 року. Очікувана середня тривалість життя 2015 року становила 68,09 року (164-те місце у світі), для чоловіків — 65,1 року, для жінок — 71,24 року.
Вікова структура населення Гаяни, станом на 2015 рік, виглядає таким чином:
- діти віком до 14 років — 28,07 % (105 078 чоловіків, 101 296 жінок);
- молодь віком 15—24 роки — 21,26 % (80 303 чоловіки, 76 021 жінки);
- дорослі віком 25—54 роки — 37,42 % (143 490 чоловіків, 131 644 жінки);
- особи передпохилого віку (55—64 роки) — 7,72 % (25 426 чоловіків, 31 304 жінки);
- особи похилого віку (65 років і старіші) — 5,53 % (16 877 чоловіків, 23 781 жінки)[1].

## Розселення
Густота населення країни 2015 року становила 3,9 особи/км² (227-ме місце у світі). Більшість населення країни концентрується на північному сході, вздовж морського узбережжя і навколо Джорджтауна. Більша частина країни майже ненаселена.

### Урбанізація
Гаяна середньоурбанізована країна. Рівень урбанізованості становить 28,6 % населення країни (станом на 2015 рік), темпи зростання частки міського населення — 0,76 % (оцінка тренду за 2010—2015 роки).
Головні міста держави: Джорджтаун (столиця) — 124,0 тис. осіб (дані за 2014 рік).

### Міграції
Річний рівень еміграції 2015 року становив 8,06 ‰ (207-ме місце у світі). Цей показник не враховує різниці між законними і незаконними мігрантами, між біженцями, трудовими мігрантами та іншими.
Гаяна є членом Міжнародної організації з міграції (IOM).

## Расово-етнічний склад
| Етнічний склад (2002 рік) | Етнічний склад (2002 рік) | Етнічний склад (2002 рік) | Етнічний склад (2002 рік) | Етнічний склад (2002 рік) |
| ------------------------- | ------------------------- | ------------------------- | ------------------------- | ------------------------- |
| Етнос:                    |                           |                           | Відсоток:                 |                           |
| індійці                   | індійці                   |                           | 43.5%                     | 43.5%                     |
| африканці                 | африканці                 |                           | 30.2%                     | 30.2%                     |
| мішаного походження       | мішаного походження       |                           | 16.7%                     | 16.7%                     |
| індіанці                  | індіанці                  |                           | 9.1%                      | 9.1%                      |
| португальці               | португальці               |                           | 0.3%                      | 0.3%                      |
| китайці                   | китайці                   |                           | 0.2%                      | 0.2%                      |

Головні етноси країни: індійці — 43,5 %, темношкірі вихідці з Африки — 30,2 %, мішаного походження — 16,7 %, індіанці — 9,1 %, інші (переважно португальці й китайці) — 0,5 % населення (оціночні дані за 2002 рік).

## Мови
| Мови Гаяни (2015 рік) | Мови Гаяни (2015 рік) | Мови Гаяни (2015 рік) | Мови Гаяни (2015 рік) | Мови Гаяни (2015 рік) |
| --------------------- | --------------------- | --------------------- | --------------------- | --------------------- |
| Мова:                 |                       |                       | Відсоток:             |                       |
| англійська            | англійська            |                       | %                     | %                     |
| гаянська креольська   | гаянська креольська   |                       | %                     | %                     |
| аравакська            | аравакська            |                       | %                     | %                     |
| гінді                 | гінді                 |                       | %                     | %                     |
| гіндустані            | гіндустані            |                       | %                     | %                     |
| китайська             | китайська             |                       | %                     | %                     |

Офіційна мова: англійська. Інші поширені мови: гаянська креольська, індіанські мови (аравакська та ін.), гінді, гіндустані, китайська (оцінка 2014 року).

## Релігії
| Релігії в Гаяні (2002 рік) | Релігії в Гаяні (2002 рік) | Релігії в Гаяні (2002 рік) | Релігії в Гаяні (2002 рік) | Релігії в Гаяні (2002 рік) |
| -------------------------- | -------------------------- | -------------------------- | -------------------------- | -------------------------- |
| Віросповідання:            |                            |                            | Відсоток:                  |                            |
| протестанти                | протестанти                |                            | 30.5%                      | 30.5%                      |
| індуїсти                   | індуїсти                   |                            | 28.4%                      | 28.4%                      |
| католики                   | католики                   |                            | 8.1%                       | 8.1%                       |
| інші християни             | інші християни             |                            | 17.7%                      | 17.7%                      |
| свідки Єгови               | свідки Єгови               |                            | 1.1%                       | 1.1%                       |
| мусульмани                 | мусульмани                 |                            | 7.2%                       | 7.2%                       |
| інші                       | інші                       |                            | 1.9%                       | 1.9%                       |
| атеїсти                    | атеїсти                    |                            | 4.3%                       | 4.3%                       |
| агностики                  | агностики                  |                            | 0.9%                       | 0.9%                       |

Головні релігії й вірування, які сповідує, і конфесії та церковні організації, до яких відносить себе населення країни: протестантизм — 30,5 % (п'ятидесятництво — 16,9 %, англіканство — 6,9 %, адвентизм — 5 %, методизм — 1,7 %), індуїзм — 28,4 %, римо-католицтво — 8,1 %, іслам — 7,2 %, свідки Єгови — 1,1 %, інші течії християнства — 17,7 %, інші — 1,9 %, не сповідують жодної — 4,3 %, не визначились — 0,9 % (станом на 2002 рік).

## Освіта
Рівень письменності 2015 року становив 88,5 % дорослого населення (віком від 15 років): 87,2 % — серед чоловіків, 89,8 % — серед жінок.
Державні витрати на освіту становлять 3,2 % ВВП країни, станом на 2012 рік (136-те місце у світі). Середня тривалість освіти становить 10 років, для хлопців — до 10 років, для дівчат — до 10 років (станом на 2012 рік).

## Охорона здоров'я
Забезпеченість лікарями в країні на рівні 0,21 лікаря на 1000 мешканців (станом на 2010 рік). Забезпеченість лікарняними ліжками в стаціонарах — 2 ліжка на 1000 мешканців (станом на 2009 рік). Загальні витрати на охорону здоров'я 2014 року становили 5,2 % ВВП країни (93-тє місце у світі).
Смертність немовлят до 1 року, станом на 2015 рік, становила 32,56 ‰ (65-те місце у світі); хлопчиків — 36,52 ‰, дівчаток — 28,4 ‰. Рівень материнської смертності 2015 року становив 229 випадків на 100 тис. народжень (86-те місце у світі).
Гаяна входить до складу ряду міжнародних організацій: Міжнародного руху (ICRM) і Міжнародної федерації товариств Червоного Хреста і Червоного Півмісяця (IFRCS), Дитячого фонду ООН (UNISEF), Всесвітньої організації охорони здоров'я (WHO).

### Захворювання
Потенційний рівень зараження інфекційними хворобами в країні дуже високий. Найпоширеніші інфекційні захворювання: діарея, гепатит А, черевний тиф, гарячка денге, малярія. Станом на серпень 2016 року в країні були зареєстровані випадки зараження вірусом Зіка через укуси комарів Aedes, переливання крові, статевим шляхом, під час вагітності.
2014 року було зареєстровано 9,7 тис. хворих на СНІД (94-те місце у світі), це 1,81 % населення в репродуктивному віці 15—49 років (29-те місце у світі). Смертність 2014 року від цієї хвороби становила приблизно 100 осіб (118-те місце у світі).
Частка дорослого населення з високим індексом маси тіла 2014 року становила 21,9 % (113-те місце у світі); частка дітей віком до 5 років зі зниженою масою тіла становила 8,5 % (оцінка на 2014 рік). Ця статистика показує як власне стан харчування, так і наявну/гіпотетичну поширеність різних захворювань.

### Санітарія
Доступ до облаштованих джерел питної води 2015 року мало 98,2 % населення в містах і 98,3 % в сільській місцевості; загалом 98,3 % населення країни. Відсоток забезпеченості населення доступом до облаштованого водовідведення (каналізація, септик): в містах — 87,9 %, в сільській місцевості — 82 %, загалом по країні — 83,7 % (станом на 2015 рік). Споживання прісної води, станом на 2010 рік, дорівнює 1,64 км³ на рік, або 2,222 тонни на одного мешканця на рік: з яких 4 % припадає на побутові, 1 % — на промислові, 94 % — на сільськогосподарські потреби.

## Соціально-економічне становище
Співвідношення осіб, що в економічному плані залежать від інших, до осіб працездатного віку (15—64 роки) загалом становить 51,1 % (станом на 2015 рік): частка дітей — 43,5 %; частка осіб похилого віку — 7,6 %, або 13,2 потенційно працездатного на 1 пенсіонера. Загалом ці показники характеризують рівень потреби державної допомоги в секторах освіти, охорони здоров'я і пенсійного забезпечення, відповідно. За межею бідності 2006 року перебувало 35 % населення країни. Розподіл доходів домогосподарств у країні виглядає таким чином: нижній дециль — 1,3 %, верхній дециль — 33,8 % (станом на 1999 рік).
Станом на 2012 рік, у країні 154,5 тис. осіб не має доступу до електромереж; 79 % населення має доступ, у містах цей показник дорівнює 91 %, у сільській місцевості — 75 %. Рівень проникнення інтернет-технологій низький. Станом на липень 2015 року в країні налічувалось 281 тис. унікальних інтернет-користувачів (149-те місце у світі), що становило 38,2 % загальної кількості населення країни.

### Трудові ресурси
Загальні трудові ресурси 2013 року становили 313,8 тис. осіб (163-тє місце у світі). Дані по структурі зайнятості економічно активного населення у господарстві країни відсутні. 30,25 тис. дітей у віці від 5 до 14 років (16 % загальної кількості) 2006 року були залучені до дитячої праці. Безробіття 2013 року дорівнювало 11,1 % працездатного населення, 2012 року — 11,3 % (128-ме місце у світі); (8-ме місце у світі).

## Кримінал

### Наркотики

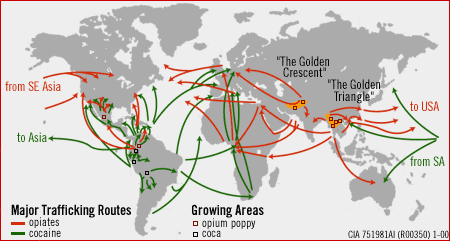
Світові маршрути наркотрафіку

Перевалочний пункт для наркотиків з Південної Америки (Венесуела) до Європи й США; виробник марихуани; зростаюче відмивання грошей, отриманих від наркотрафіку і торгівлі людьми.

### Торгівля людьми
Згідно зі щорічною доповіддю про торгівлю людьми (англ. Trafficking in Persons Report) Управління з моніторингу та боротьби з торгівлею людьми Державного департаменту США, уряд Гаяни докладає значних зусиль у боротьбі з явищем примусової праці, сексуальної експлуатації, незаконною торгівлею внутрішніми органами, але не повною мірою, країна перебуває у списку спостереження другого рівня.

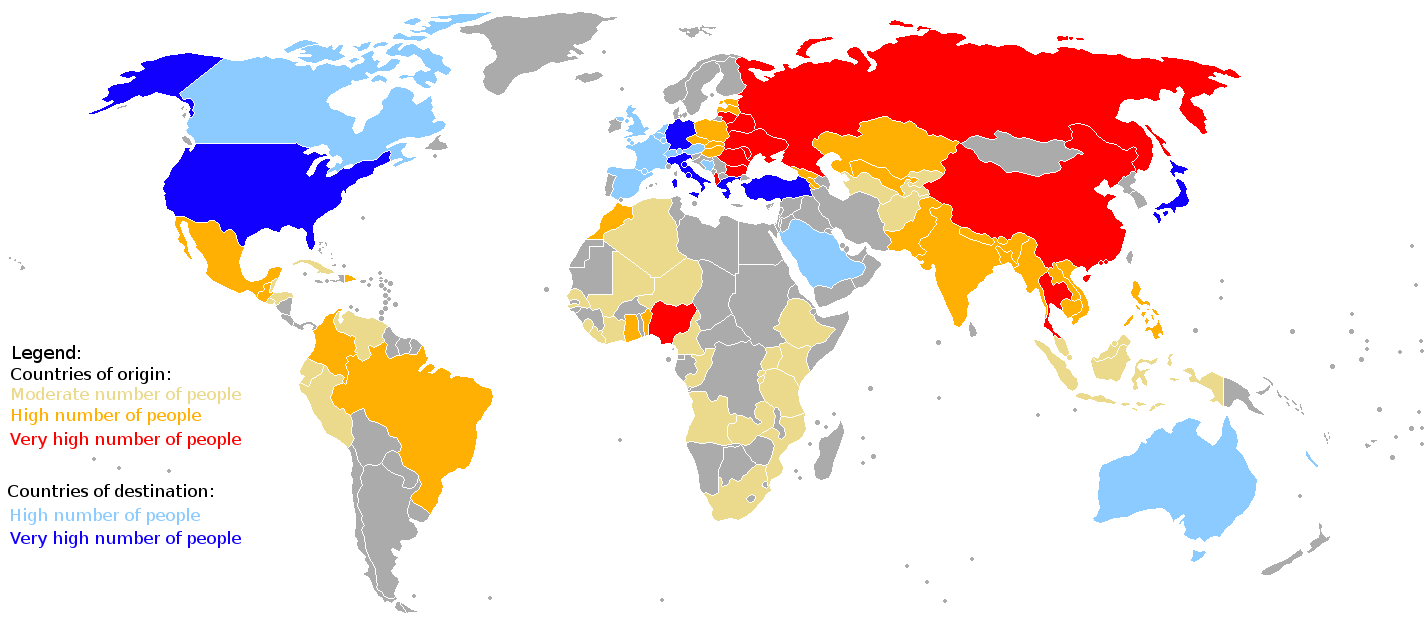
Країни-донори (червоний) і країни-реципієнти кримінальних потоків  (англ.)
Глобальна боротьба з торгівлею людьми (англ.)

## Гендерний стан
Статеве співвідношення (оцінка 2015 року):
- при народженні — 1,05 особи чоловічої статі на 1 особу жіночої;
- у віці до 14 років — 1,04 особи чоловічої статі на 1 особу жіночої;
- у віці 15—24 років — 1,06 особи чоловічої статі на 1 особу жіночої;
- у віці 25—54 років — 1,09 особи чоловічої статі на 1 особу жіночої;
- у віці 55—64 років — 0,81 особи чоловічої статі на 1 особу жіночої;
- у віці за 64 роки — 0,71 особи чоловічої статі на 1 особу жіночої;
- загалом — 1,02 особи чоловічої статі на 1 особу жіночої[1].

## Демографічні дослідження
Демографічні дослідження в країні ведуться рядом державних і наукових установ:
- Статистичне бюро Гаяни.

### Українською
- Атлас. 10—11 клас. Економічна і соціальна географія світу / упорядники :  О. Я. Скуратович, Н. І. Чанцева. — К. : ДНВП «Картографія», 2010. — ISBN 978-966-475-639-3.
- Атлас світу / голов. ред. І. С. Руденко ; зав. ред. В. В. Радченко ; відп. ред. О. В. Вакуленко. — К. : ДНВП «Картографія», 2005. — 336 с. — ISBN 9666315467.
- Безуглий В. В. Економічна і соціальна географія зарубіжних країн : Навчальний посібник. — К. : ВЦ «Академія», 2007. — 704 с. — ISBN 978-966-580-239-6.
- Безуглий В. В., Козинець С. В. Регіональна економічна і соціальна географія світу : Навчальний посібник. — видання 2-ге, доп., перероб. — К. : ВЦ «Академія», 2007. — 688 с. — ISBN 966-580-144-9.
- Головченко В. І., Кравчук О. Країнознавство: Азія, Африка, Латинська Америка, Австралія і Океанія. — К., 2006. — 335 с. — ISBN 966-8939-04-2.
- Гудзеляк І. І. Географія населення: Навчальний посібник / І. Гудзеляк. — Л. : Видавничий центр ЛНУ імені Івана Франка, 2008. — 232 с. — ISBN 978-966-613-599-8.
- Дахно І. І. Країни світу: Енциклопедичний довідник / І. І. Дахно, С. М. Тимофієв. — К. : Мапа, 2011. — 606 с. — (Бібліотека нового українця) — ISBN 978-966-8804-23-6.
- Дахно І. І. Економічна географія зарубіжних країн : навчальний посібник. — К. : Центр учбової літератури, 2014. — 319 с. — ISBN 978-611-01-0682-5.
- Джаман В. О. Регіональні системи розселення: демографічні аспекти. — Чернівці : Рута, 2003. — 392 с. — ISBN 9665685988.
- Дорошенко Л. С. Демографія: Навчальний посібник. — К. : МАУП, 2005. — 112 с. — ISBN 966-608-442-2.
- Дубович І. А. Країнознавчий словник-довідник. — 5-те вид., перероб. і доп. — К. : Знання, 2008. — 839 с. — ISBN 978-966-346-330-8.
- Економічна і соціальна географія країн світу. Навчальний посібник / За ред. Кузика С. П. — Л. : Світ, 2002. — 672 с. — ISBN 966-603-178-7.
- Загальна медична географія світу / В. О. Шевченко [та ін.] — К. : [б.в.], 1998. — 178 с.
- Книш М. М., Мамчур О. І. Регіональна економічна і соціальна географія світу (Латинська Америка та Карибські країни, Африка, Азія, Океанія) : навч. посіб. — Л. : ЛНУ ім. Івана Франка, 2013. — 368 с. — ISBN 978-617-10-0007-0.
- Крисаченко В. С. Динаміка населення: Популяційні, етнічні та глобальні виміри. — К. : Видавництво Національного інституту стратегічних досліджень, 2005. — 368 с. — ISBN 966-554-083-1.
- Кузик С. П., Книш М. М. Економічна і соціальна географія країн Америки : навч. посіб. — Л. : ЛНУ ім. Івана Франка, 1999. — 299 с. — ISBN 966-613-026-2.
- Любіцева О. О., Мезенцев К. В., Павлов С. В. Географія релігій. — К. : АртЕК, 1999. — 504 с. — ISBN 966-505-006-0.
- Масляк П. О. Країнознавство. — К. : Знання, 2007. — 292 с. — (Вища освіта XXI століття)
- Масляк П. О., Дахно І. І. Економічна і соціальна географія світу / П. О. Масляк, І. І. Дахно ; за ред. П. О. Масляка. — К. : Вежа, 2003. — 280 с. — ISBN 966-7091-53-8.

### Російською
- (рос.) Гайана // Демографический энциклопедический словарь / главн. ред. Валентей Д. И. — М. : Советская энциклопедия, 1985. — 608 с.
- (рос.) Гайана // Латинская Америка. Энциклопедический справочник [в 2-х тт.] / Главный редактор В. В. Вольский. — М. : Советская энциклопедия, 1979. — Т. 1. А-К. — 576 с.
- (рос.) Гайана // Страны и народы. Америка. Южная Америка / Редкол. : В. В. Вольский (отв. ред.) и др. — М. : «Мысль», 1983. — 285 с. — (Страны и народы) — 180 тис. прим.
- (рос.) Атлас народов мира / Отв. ред. С. И. Брук и В. С. Апенченко. — М. : ГУГК ГГК СССР и Институт этнографии им. Н. Н. Миклухо-Маклая АН СССР, 1964. — 185 с. — 20 тис. прим.
- (рос.) Численность и расселение народов мира. Этнографические очерки / под ред. С. И. Брука. — М. : Издательство АН СССР, 1962. — 487 с.
- (рос.) Лаппо Г. М. География городов: Учебное пособие для географических факультетов вузов. — М. : Туманит, изд. центр ВЛАДОС, 1997. — 476 с. — ISBN 5-691-00047-0.
- (рос.) Ягельский А. География населения. — М. : Прогресс, 1980. — 383 с.